# Bantoanon jezik
Bantoanon jezik (ISO 639-3: bno), jedini predstavnik austronezijske jezične podskupine banton, šira skupina bisayanskih jezika, kojim gvori oko 200 000 ljudi (2002 SIL) u filipinskoj provinciji Romblon.
Uči se u osnovnim i srednjim školama. Pripadnici etničke grupe zovu se Bantoanon, ili ljudi s otoka Banton. Postoji više dijalekata: banton, calatravanhon, odionganon, sibalenhon (sibale), simaranhon.

## Vanjske poveznice
- Ethnologue (14th)
- Ethnologue (15th)